# Jay Spearing
Jay Francis Spearing (Wallasey, 25 novembre 1988) è un calciatore inglese, centrocampista del Liverpool.

## Caratteristiche tecniche
Spearing è un centrocampista centrale, ma all'occorrenza può giocare anche come mediano davanti alla difesa.

## Carriera
Spearing viene aggregato alla prima squadra del Liverpool durante la stagione 2008-2009. Nel gennaio del 2010 viene mandato in prestito al Leicester City in Football League Championship (seconda divisione inglese). Dopo aver fatto ritorno dal prestito, diventa un membro della prima squadra del Liverpool in pianta stabile, vincendo anche la Football League Cup nel 2012.
Tra il 2012 e il 2017 gioca nel Bolton.

## Statistiche

### Presenze e reti nei club
Statistiche aggiornate al 1º luglio 2017.
| Stagione         | Squadra          | Campionato       | Campionato | Campionato | Coppe nazionali | Coppe nazionali | Coppe nazionali | Coppe continentali | Coppe continentali | Coppe continentali | Altre coppe | Altre coppe | Altre coppe | Totale | Totale |
| Stagione         | Squadra          | Comp             | Pres       | Reti       | Comp            | Pres            | Reti            | Comp               | Pres               | Reti               | Comp        | Pres        | Reti        | Pres   | Reti   |
| ---------------- | ---------------- | ---------------- | ---------- | ---------- | --------------- | --------------- | --------------- | ------------------ | ------------------ | ------------------ | ----------- | ----------- | ----------- | ------ | ------ |
| 2008-2009        | Liverpool        | PL               | 0          | 0          | FACup+CdL       | 0+0             | 0               | UCL                | 2                  | 0                  | -           | -           | -           | 2      | 0      |
| 2009-2010        | Liverpool        | PL               | 3          | 0          | FACup+CdL       | 0+2             | 0               | UCL                | 0                  | 0                  | -           | -           | -           | 5      | 0      |
| gen.-giu. 2010   | Leicester City   | FLC              | 7+2        | 1+0        | FACup+CdL       | 0+0             | 0               | -                  | -                  | -                  | -           | -           | -           | 9      | 1      |
| 2010-2011        | Liverpool        | PL               | 11         | 0          | FACup+CdL       | 0+1             | 0               | UEL                | 8                  | 0                  | -           | -           | -           | 20     | 0      |
| 2011-2012        | Liverpool        | PL               | 16         | 0          | FACup+CdL       | 4+5             | 0               | UEL                | 3                  | 0                  | -           | -           | -           | 28     | 0      |
| Totale Liverpool | Totale Liverpool | Totale Liverpool | 30         | 0          |                 | 12              | 0               |                    | 13                 | 0                  |             |             |             | 55     | 0      |
| 2012-2013        | Bolton           | FLC              | 37         | 2          | FACup+CdL       | 2+0             | 0               | -                  | -                  | -                  | -           | -           | -           | 39     | 2      |
| 2013-2014        | Bolton           | FLC              | 45         | 2          | FACup+CdL       | 1+0             | 0               | -                  | -                  | -                  | -           | -           | -           | 46     | 2      |
| 2014-gen. 2015   | Bolton           | FLC              | 21         | 1          | FACup+CdL       | 1+1             | 0               | -                  | -                  | -                  | -           | -           | -           | 23     | 1      |
| gen.-giu. 2015   | Blackburn        | FLC              | 15         | 1          | FACup+CdL       | 0+0             | 0               | -                  | -                  | -                  | -           | -           | -           | 15     | 1      |
| 2015-2016        | Bolton           | FLC              | 22         | 2          | FACup+CdL       | 1+0             | 0               | -                  | -                  | -                  | -           | -           | -           | 23     | 2      |
| 2016-2017        | Bolton           | FLC              | 37         | 3          | FACup+CdL       | 3+2             | 0               | -                  | -                  | -                  | -           | -           | -           | 42     | 3      |
| Totale Bolton    | Totale Bolton    | Totale Bolton    | 162        | 10         |                 | 11              | 0               |                    | -                  | -                  |             | -           | -           | 173    | 10     |
| Totale carriera  | Totale carriera  | Totale carriera  | 216        | 12         |                 | 23              | 0               |                    | 13                 | 0                  |             | -           | -           | 252    | 12     |

## Palmarès

### Club

#### Competizioni giovanili
- FA Youth Cup: 2

Liverpool: 2005-2006, 2006-2007

#### Competizioni nazionali
- Coppa di Lega inglese: 1

Liverpool: 2011-2012